# Rohozin
Rohozin – dawny folwark. Obecnie część Rahozina na Białorusi, w obwodzie mińskim, w rejonie łohojskim, w sielsowiecie Krajsk.

## Historia
W czasach zaborów folwark w gminie Krajsk, w powiecie wilejskim, w guberni wileńskiej Imperium Rosyjskiego.
W 1921 folwark leżał w Polsce, w województwie wileńskim, w powiecie wilejskim, w gminie Olkowicze. Po wytyczeniu granicy folwark znalazł się w granicach Związku Radzieckiego.
Według Powszechnego Spisu Ludności z 1921 roku zamieszkiwało tu 58 osób, 31 było wyznania rzymskokatolickiego a 21 prawosławnego. Jednocześnie wszyscy mieszkańcy zadeklarowali polską przynależność narodową. Były tu 3 budynki mieszkalne.
Od czerwca 1941 roku pod okupacją niemiecką. W 1944 miejscowość została ponownie zajęta przez wojska sowieckie i włączona do Białoruskiej SRR.